# Slangentempel
Slangentempel of Kuil Ular in het Maleis is een taoïstische tempel in Penang, Maleisië. Het ligt ongeveer 1,5 kilometer ten noorden van het vliegveld van Bayan Lepas. De tempel is in 1850 ter herinnering van de boeddhistische monnik Chor Soo Kong gebouwd. De Slangentempel ligt in een gebied met veel reptielen. Het wordt bezoekers afgeraden om deze dieren op te pakken. Gelovigen komen van verschillende gebieden. Vooral op de verjaardag van de monnik, de zesde dag van de eerste maand in de maankalender, wordt de tempel druk bezocht door gelovigen. Waarvan sommigen zelfs van Taiwan en Singapore komen.